# 绛县华溪蟹
绛县华溪蟹（学名：Sinopotamon jiangxianense）为溪蟹科华溪蟹属的动物。在中国大陆，分布于山西等地，常栖息于淡水环境。该物种的模式产地在山西绛县。